# Day-In Day-Out
Day-In Day-Out è un brano musicale del 1987 scritto ed interpretato dal cantautore inglese David Bowie, traccia d'apertura del suo album Never Let Me Down. La traccia fu pubblicata come singolo nel marzo 1987, prima dell'uscita dell'album.
Il testo del brano critica il decadimento urbano delle metropoli statunitensi dell'epoca, narrando la storia di una giovane ragazza madre che arriva a doversi prostituire per sfamare il proprio figlio. Come risultato, il videoclip della canzone venne censurato e messo al bando in vari Paesi.
Il singolo riscosse un successo moderato, entrando nella top 10 in diverse classifiche nel mondo.

## Il brano
Bowie scrisse la canzone come sua personale riflessione su come venivano malamente trattati i senza tetto negli Stati Uniti. Le radici R&B della composizione sono un retaggio di alcuni brani di genere R&B che Bowie aveva inciso negli anni settanta.
La B-side del singolo, Julie, fu descritta da un recensore come la più orecchiabile fra tutte le canzoni presenti in Never Let Me Down, lamentandosi del fatto che fosse stata relegata sul lato B.

## Videoclip

### Produzione
Bowie girò il video a Los Angeles agli inizi del 1987, e dichiarò che esso "non era stato pensato per promuovere il singolo "ma piuttosto come un tentativo di narrare una storia in musica utilizzando il formato del videoclip". Inoltre, l'artista disse di aver scelto di pubblicare Day-In Day Out come singolo di lancio dell'album, "più come un'energica dichiarazione di intenti", piuttosto che per fini solamente commerciali.
Bowie disegnò uno storyboard di ogni sequenza del video, lasciando poi al regista l'organizzazione della messa in scena.
Julien Temple e Bowie diressero insieme il video, che rendeva il messaggio del brano molto esplicito, mostrando una giovane coppia alle prese con una società spietata, molto poco caritatevole, vegliata da un paio di angeli attraverso una falsa telecamera. Il video venne messo al bando da molte emittenti televisive (ma non dalla BBC, che mostrò la prima parte del video in Top of the Pops), nonostante fosse stata eliminata del tutto la scena dello stupro della ragazza, e modificata quella dove il figlioletto della coppia pronuncia le parole "Mom", "Food" e "Fuck" (la versione censurata vede il bambino dire "Mom", "Look" e "Luck").
Nonostante le polemiche, il video ricevette una nomination agli MTV Video Music Awards del 1987 nella categoria "Best Male Video", ma perse contro Sledgehammer di Peter Gabriel.

### Controversie
Quando Bowie venne a sapere che il video era stato vietato, dichiarò: «Penso che sia ridicolo. Loro [i censori] si sono fatti trarre in inganno da quello che sembra ma non da quello che viene veramente detto nel video». Durante una delle conferenze stampa per il Glass Spider Tour, Bowie venne interrogato circa la messa al bando del video e rispose così:
(David Bowie)

## Tracce singolo
- Tutti i brani sono opera di David Bowie.

7" EMI America / EA 230 / EAX 230 (UK)
1. Day-In Day-Out – 4:14
2. Julie – 3:40

- L'edizione limitata contiene un 45 giri in vinile rosso racchiuso in una scatola numerata con una serie di adesivi e un libretto fotografico.

12" EMI America / 12 EA 230 (UK) / CassetteTCEA 230 (UK)
1. Day-In Day-Out (Extended Dance Mix) – 7:15
2. Day-In Day-Out (Extended Dub Mix) – 7:17
3. Julie – 3:40

12" EMI America / 12 EAX 230 (UK)
1. Day-In Day-Out (Remix) – 6:30
2. Day-In Day-Out (Extended Dub Mix) – 7:17
3. Julie – 3:40

12" EMI / V-19239 (US)
1. Day-In Day-Out (Groucho Mix) – 6:29
2. Day-In Day-Out (Extended Dance Mix) – 7:15
3. Day-In Day-Out (Single Version) – 4:14
4. Julie – 3:40

12" EMI / SPRO 9996/9997 (US)
1. Day-In Day-Out (7" Dance Edit) – 3:35
2. Day-In Day-Out (Extended Dance Mix) – 7:15
3. Day-In Day-Out (Edited Dance Mix) – 4:30

Download EMI / iEAX 230 (UK) (2007)
1. Al Alba – 5:37
2. Julie – 3:40
3. Day-In Day-Out (Extended Dance Mix) – 7:15
4. Day-In Day-Out (Extended Dub Mix) – 7:17
5. Day-In Day-Out (12" Groucho Mix) – 6:29

- Tutti i remix di Day-In Day-Out sono opera di Shep Pettibone tranne il "Groucho" mix, che venne eseguito da Paul "Groucho" Smykle.[10]
- Al Alba è la versione in spagnolo di Day-In Day-Out.
- "Remix" "12" Groucho Mix" e "Groucho Mix" sono tutti lo stesso mix.

Video EP
1. Day-In Day-Out (video)
2. Loving the Alien (video)
3. Day-In Day-Out (Extended Dance Mix) (video)

- Entrambi i videoclip di Day-In Day-Out furono concepiti, scritti e diretti da David Bowie e Julien Temple
- Il video di Loving the Alien venne scritto e concepito da David Bowie, e diretto da David Mallet

## Formazione
Produzione
- David Bowie
- David Richards

Musicisti
- David Bowie: Voce
- Carlos Alomar: Chitarra
- Sid McGinnis: Chitarra
- Erdal Kizilcay: Basso, batteria, tastiere

## Classifiche
| Classifica                   | Posizione massima |
| ---------------------------- | ----------------- |
| Austria Singles Chart        | 25                |
| Belgium Singles Chart        | 10                |
| Canada Singles Chart         | 16                |
| Germany Singles Chart        | 26                |
| Italian Singles Chart        | 11                |
| Netherlands Singles Chart    | 15                |
| New Zealand Singles Chart    | 12                |
| Sweden Singles Chart         | 5                 |
| Switzerland Singles Chart    | 28                |
| US Mainstream Rock Tracks    | 3                 |
| US Hot Dance Music/Club Play | 10                |
| UK Singles Chart             | 17                |
| US Billboard Hot 100         | 21                |